# Hylaeus papuanus
Hylaeus papuanus là một loài Hymenoptera trong họ Colletidae. Loài này được Hirashima & Roberts mô tả khoa học năm 1986.